# Policandro
Policandro (in greco Φολέγανδρος?, Folegandros) è una piccola isola dell'arcipelago delle Cicladi in Grecia. È situata a circa 160 km a sud-est di Atene e a 40 km a nord di Santorini nel Mar Egeo. Amministrativamente è un comune della periferia dell'Egeo Meridionale (unità periferica di Santorini) con 765 abitanti al censimento del 2011.
Lunga circa 14,5 km e con una larghezza massima di 4 km ha una superficie di circa 32 km², raggiunge la massima elevazione di 445 m s.l.m.
Il clima è mediterraneo con estati calde e secche ed inverni miti e piovosi.
Le temperature durante l'inverno scendono fino ai 2 °C mentre nel periodo estivo arrivano fino ai 40 °C.
Sull'isola si trovano tre villaggi, Karavostasis, Hora (o Chora) e Pano Meria (o Ano Meria) collegati dalla strada principale che attraversa tutta l'isola. Il piccolo porto è nella parte meridionale dell'isola presso il villaggio di Karavostasis.
Hora è la capitale dell'isola, è un caratteristico borgo del 1200 d.C. (Castro), costruito sul bordo di una scogliera alta 200 metri. 
Da Hora seguendo un lungo ma comodo sentiero, si può salire al santuario di Panaghia da cui si ha ampia visuale su tutta l'isola.
Pano Meria è un villaggio con caratteristiche rurali, dove risiede la maggior parte degli abitanti dell'isola (600 circa i residenti permanenti dell'isola) molti dei quali, i più vecchi, parlano italiano, insegnatogli dai militari italiani che hanno presidiato l'isola negli anni 1941-43. È il secondo insediamento più grande dell'isola, costruito sul bordo nord-occidentale e ha un piccolo museo ecologico e folcloristico.
Da un punto di vista gastronomico, oltre ai tradizionali piatti della cucina greca si può gustare anche la specialità dell'isola, la "Matsada": una specie di tagliatelle (ma senza uovo) a cui si possono abbinare polpette, coniglio, capra, maiale stufati con verdure.

## Informazioni turistiche

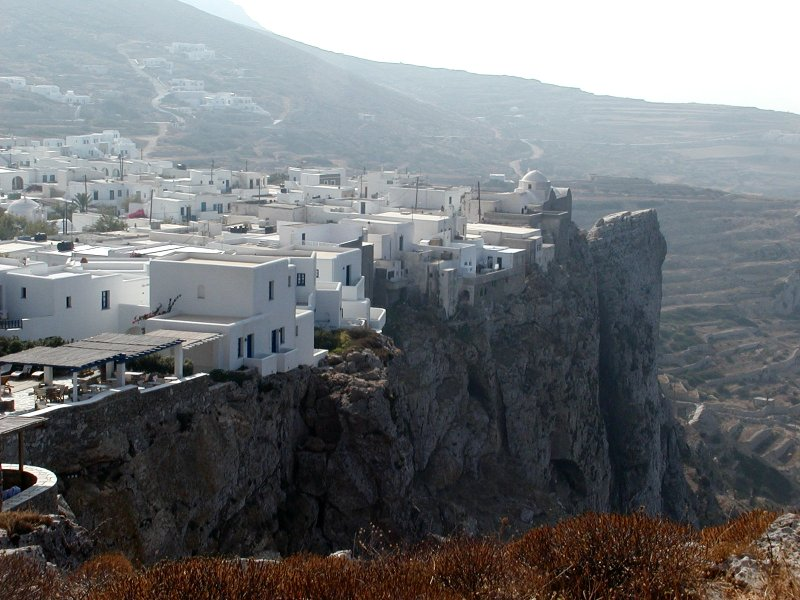
La Chora di Policandro

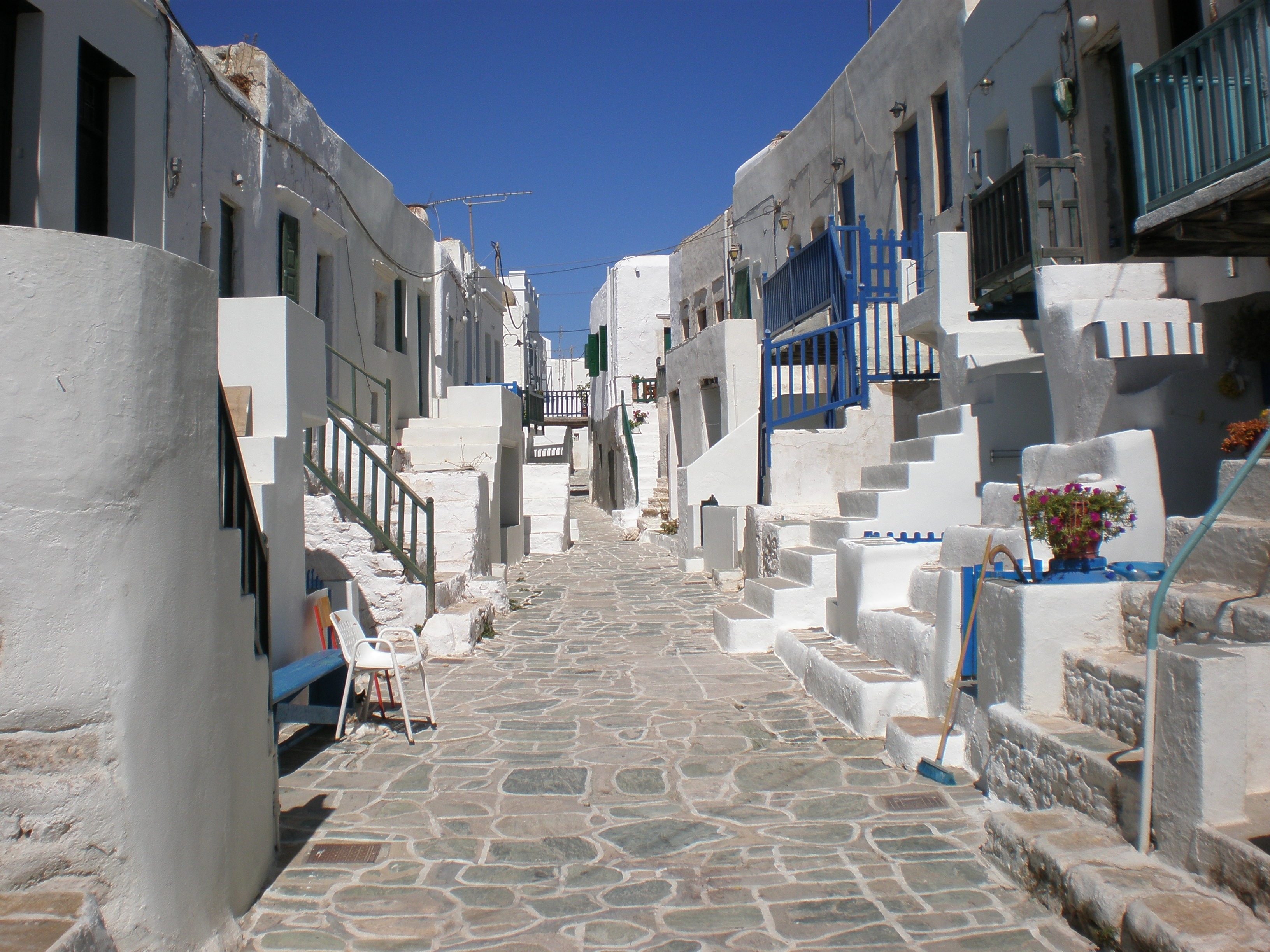
Una viuzza di Policandro

Tra le molte spiaggette sono da segnalare quelle di Agali e Agios Nikolaos, le uniche dell'isola dotate di bar e taverna. Merita una citazione anche quella di Livadaki, raggiungibile a piedi (circa un'ora) percorrendo un sentiero in discesa che inizia dal villaggio di Pano Meria. Il tragitto offre comunque splendidi panorami che si perdono se si sceglie di raggiungerla in barca.
Ancora degne di nota sono le spiagge vicine a Karavostasis, le quali hanno il vantaggio di essere raggiungibili anche con l'auto.